# Chaetodiadema granulatum
Chaetodiadema granulatum is een zee-egel uit de familie Diadematidae.
De wetenschappelijke naam van de soort werd in 1903 gepubliceerd door Theodor Mortensen.